# Ossu
Ossu ist ein osttimoresischer Ort in der Gemeinde Viqueque.

## Geographie

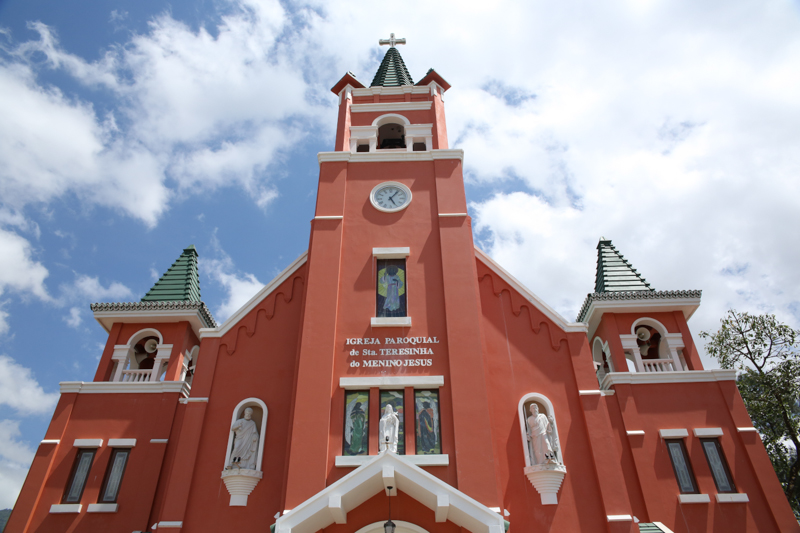
Sta. Teresinha do Menino Jesus

Ossu befindet sich 622 m über dem Meer im Suco Ossu de Cima (Verwaltungsamt Ossu). Der Ort liegt im Südosten Timors, etwa 13 km in Luftlinie nördlich von der Gemeindehauptstadt Viqueque und etwa 91 km südöstlich von der Landeshauptstadt Dili. Ossu ist von mehreren Bergen umgeben. Dem Monte Mundo Perdido im Westen, dem Builo im Süden, dem Matebian-Massiv im Osten und dem Fatu Laritame im Norden.
Im Ort gibt es ein kommunales Gesundheitszentrum, einen Hubschrauberlandeplatz, eine Grundschule, eine prä-sekundäre Schule und eine Sekundärschule, das Sta. Teresina Colegio. Markant ist die katholische Pfarrkirche Sta. Teresinha do Menino Jesus (Theresia vom Kinde Jesus), die am 30. November 2012 eingeweiht wurde.

## Geschichte
Ossu war früher ein eigenständiges Reich, das von einem Liurai regiert wurde.
1939 wurde in Ossu eine Mission mit einer kleinen Schule eröffnet. 1942 besetzten die Australier Ossu kurzzeitig während der Schlacht um Timor gegen die Japaner.

Ossu 1946
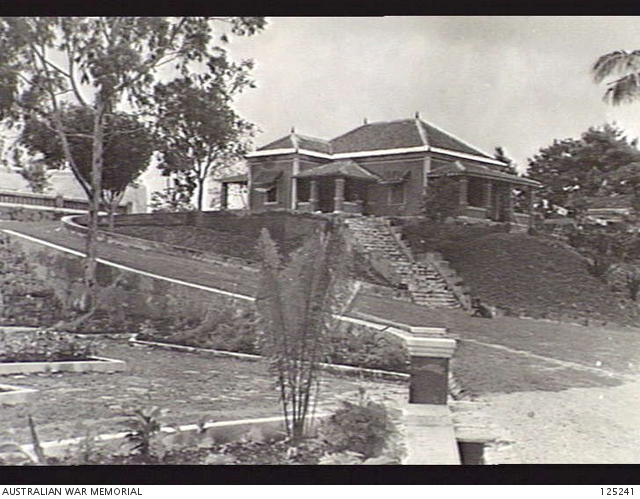
Das ehemalige Alliiertenhauptquartier in Ossu
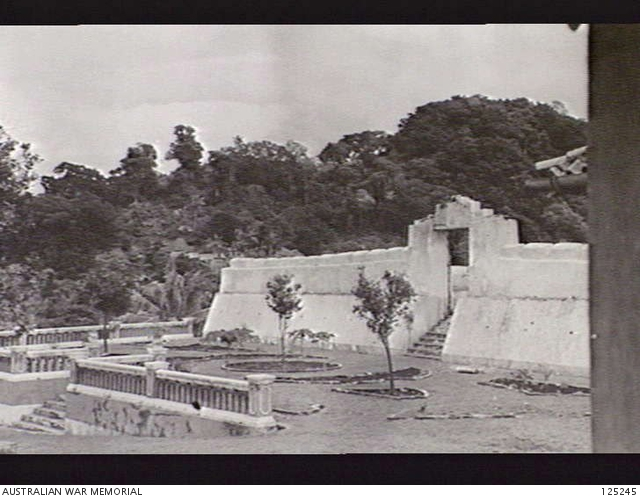
Der Eingang zum portugiesischen Militärposten
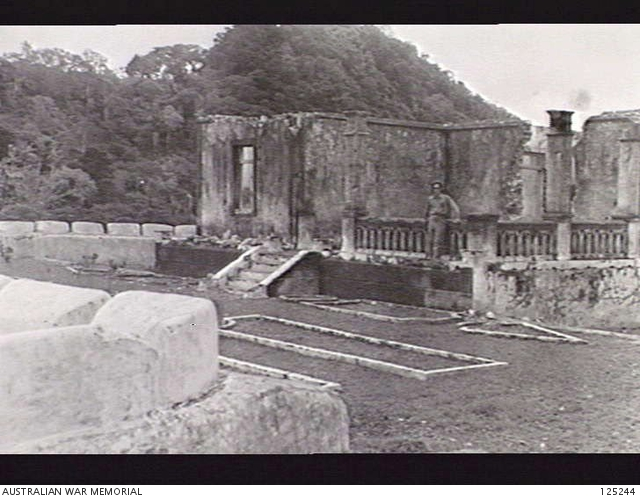
In den Ruinen des Militärpostens

Ossu um 1964/67
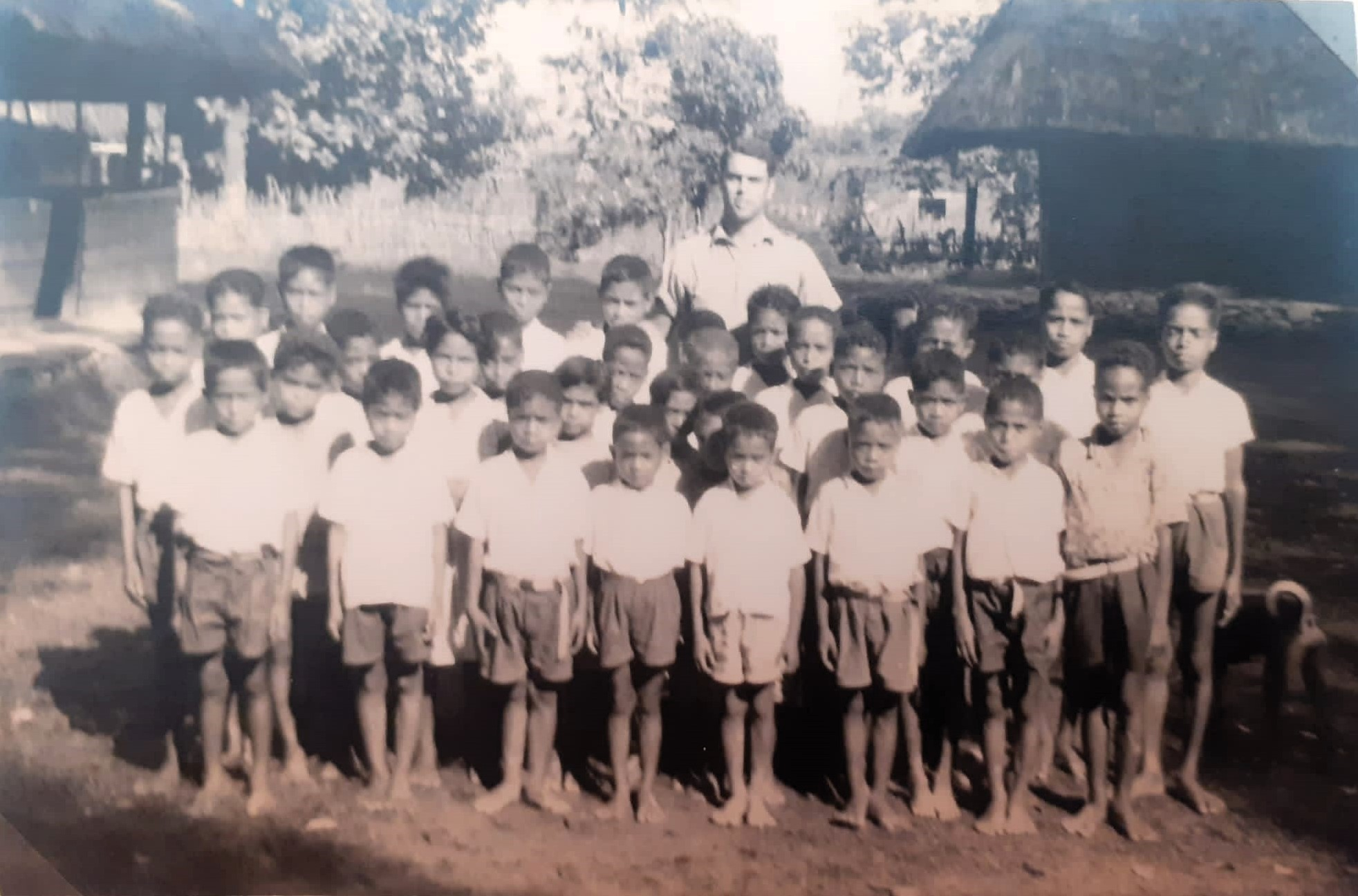
Der portugiesische Lehrer Fernando Lopes mit seinen Schülern
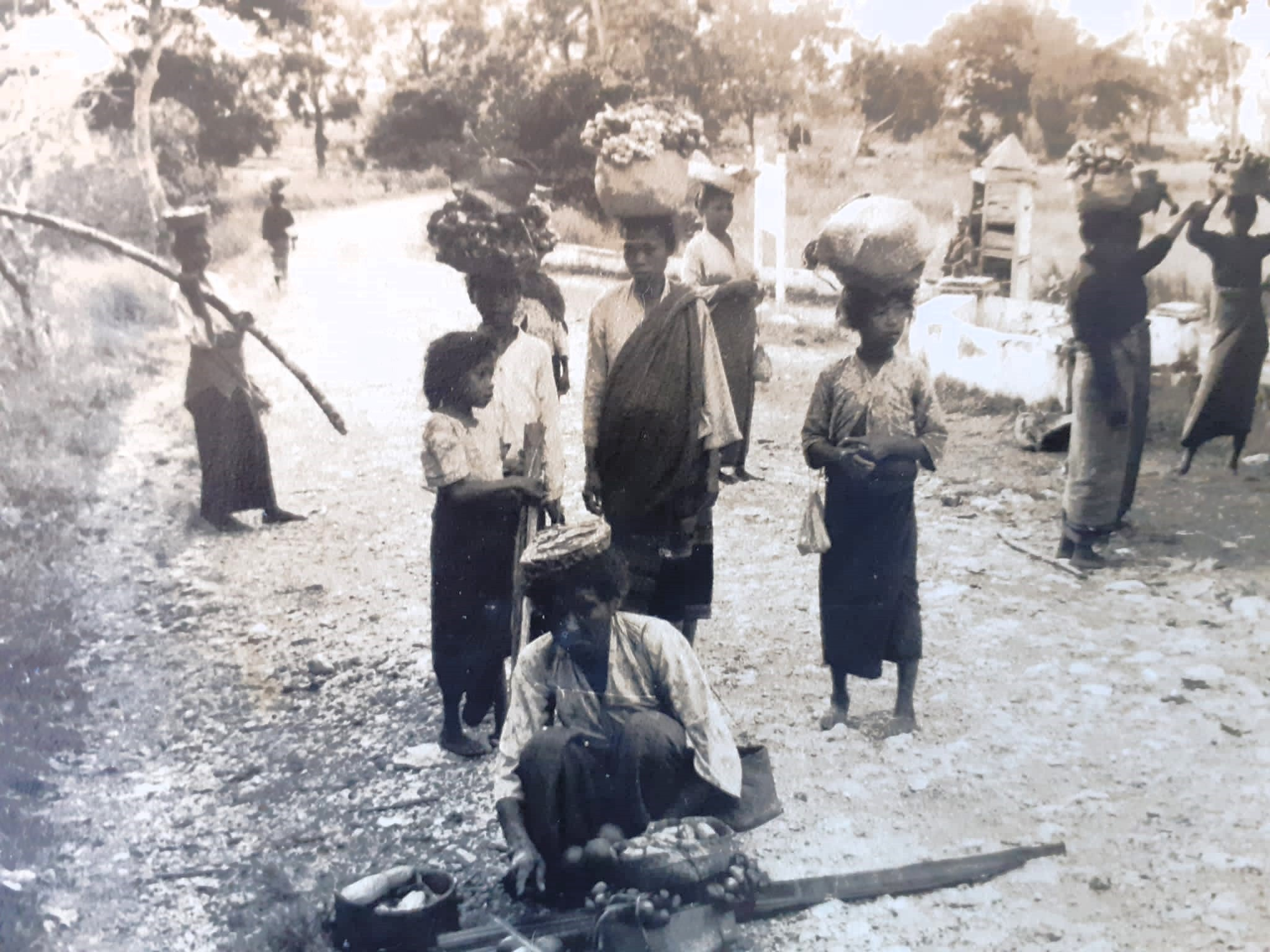
Markt in Ossu

Francisco Guterres, genannt Lú-Olo, ehemaliger Parlamentspräsident und Vorsitzender der FRETILIN, der größten Partei des Landes, wurde am 7. Oktober 1954 in Ossu geboren. Hier ging er auch zwischen 1963 und 1969 auf das Sta. Teresina Colegio der Salesianer Don Boscos. 1973 betreute Guterres die Schule für ein Jahr. Auch der spätere Bischof von Dili Carlos Filipe Ximenes Belo ging hier zur Schule.
Ende 1979 gab es in Ossu ein indonesisches Lager für Osttimoresen, die zur besseren Kontrolle von den Besatzern umgesiedelt werden sollten. Räume des Colegios wurden für Verhöre benutzt.

## Persönlichkeiten
- António Freitas Parada (* 1935), Lehrer und indonesischer Beamter und Politiker